# Eupogonius tomentosus
Eupogonius tomentosus är en skalbaggsart som först beskrevs av Samuel Stehman Haldeman 1847.  Eupogonius tomentosus ingår i släktet Eupogonius och familjen långhorningar.
Artens utbredningsområde är Bahamas. Inga underarter finns listade i Catalogue of Life.